# Sport-Verein Werder von 1899 1969-1970
Questa voce raccoglie le informazioni riguardanti lo Sport-Verein Werder von 1899 nelle competizioni ufficiali della stagione 1969-1970.

## Stagione
Nella stagione 1969-1970 il Werder Brema, allenato da Fritz Rebell e Hans Tilkowski, concluse il campionato di Bundesliga all'11º posto. In Coppa di Germania il Werder Brema fu eliminato agli ottavi di finale dall'Alemannia Aquisgrana.

## Rosa
| N. |                      | Ruolo | Calciatore           |
| -- | -------------------- | ----- | -------------------- |
|    | Germania (bandiera)  | P     | Günter Bernard       |
|    | Germania (bandiera)  | P     | Bernd Kugler         |
|    | Germania (bandiera)  | P     | Fritz Stefens        |
|    | Germania (bandiera)  | D     | Horst-Dieter Höttges |
|    | Germania (bandiera)  | D     | Sepp Piontek         |
|    | Germania (bandiera)  | D     | Bernd Schmidt        |
|    | Germania (bandiera)  | D     | Heinz Steinmann      |
|    | Germania (bandiera)  | D     | Dieter Zembski       |
|    | Danimarca (bandiera) | C     | Ole Bjørnmose        |
|    | Germania (bandiera)  | C     | Egon Coordes         |
|    | Danimarca (bandiera) | C     | John Danielsen       |

| N. |                     | Ruolo | Calciatore             |
| -- | ------------------- | ----- | ---------------------- |
|    | Germania (bandiera) | C     | Heinz-Dieter Hasebrink |
|    | Germania (bandiera) | C     | Norbert Hoyer          |
|    | Germania (bandiera) | C     | Jürgen Kiefert         |
|    | Germania (bandiera) | C     | Herbert Meyer          |
|    | Germania (bandiera) | C     | Helmut Schimeczek      |
|    | Germania (bandiera) | C     | Arnold Schütz          |
|    | Germania (bandiera) | A     | Eckhard Deterding      |
|    | Germania (bandiera) | A     | Werner Görts           |
|    | Germania (bandiera) | A     | Bernd Lorenz           |
|    | Germania (bandiera) | A     | Walter Plaggemeyer     |
|    | Germania (bandiera) | A     | Bernd Windhausen       |

## Organigramma societario
Area tecnica
- Allenatore: Hans Tilkowski
- Allenatore in seconda:
- Preparatore dei portieri:
- Preparatori atletici:

## Calciomercato

### Sessione estiva
| Acquisti | Acquisti               | Acquisti        | Acquisti |
| R.       | Nome                   | da              | Modalità |
| -------- | ---------------------- | --------------- | -------- |
| C        | Egon Coordes           | Bremerhaven     |          |
| A        | Eckhard Deterding      | Bremerhaven     |          |
| C        | Heinz-Dieter Hasebrink | Kaiserslautern  |          |
| C        | Norbert Hoyer          | Werder Brema II |          |
| P        | Bernd Kugler           | Werder Brema II |          |
| A        | Bernd Lorenz           | TSV DUWO 08     |          |
| A        | Walter Plaggemeyer     | Werder Brema II |          |
| P        | Fritz Stefens          | Meppen          |          |
| A        | Bernd Windhausen       | Kaiserslautern  |          |

| Cessioni | Cessioni          | Cessioni               | Cessioni |
| R.       | Nome              | a                      | Modalità |
| -------- | ----------------- | ---------------------- | -------- |
| C        | Diethelm Ferner   | Rot-Weiss Essen        |          |
| C        | Max Lorenz        | Eintracht Braunschweig |          |
| P        | Karl Loweg        | FSV Francoforte        |          |
| C        | Kurt Roder        | Polizei SV Bremen      |          |
| A        | Bernd Rupp        | Colonia                |          |
| A        | Horst Schaub      | Freiburger             |          |
| A        | Rolf Schweighöfer | Greuther Fürth         |          |
| A        | Gerhard Zebrowski | Bremerhaven            |          |

## Risultati

### Bundesliga

#### Girone di andata
| Arbitro: | Weyland |

|            |           |                |
| Weidle 48’ | Marcatori | 61’ Windhausen |

| Arbitro: | Siebert |

|                         |           |          |
| Görts 33’ Danielsen 58’ | Marcatori | 13’ Rühl |

| Arbitro: | Heumann |

|                                            |           |                          |
| Anders 48’ Heynckes 52’ Coordes 75’ (aut.) | Marcatori | 29’ Windhausen 90’ Görts |

| Arbitro: | Krumnack |

|                |           |            |
| Windhausen 22’ | Marcatori | 38’ Seeler |

| Arbitro: | Binder |

|                                       |           |            |
| Wilbertz 2’ Brozulat 10’ Dausmann 50’ | Marcatori | 33’ Schütz |

| Arbitro: | Aldinger |

|  |           |          |
|  | Marcatori | 16’ Wüst |

| Arbitro: | Weyland |

|                           |           |             |
| Müller 32’, 61’, 67’, 90’ | Marcatori | 53’ Schmidt |

| Brema 11 ottobre 1969, ore 15:30 CET 8ª giornata | Werder Brema | 0 – 0 referto | Borussia M'gladbach | Weserstadion (14 000 spett.)\| Arbitro: \| Seiler \| |
| Arbitro:                                         | Seiler       |               |                     |                                                      |

| Arbitro: | Eschweiler |

|               |           |                |
| Lutz 74’, 78’ | Marcatori | 62’ Windhausen |

| Arbitro: | Geng |

|                                        |           |                   |
| Görts 1’ Lorenz 21’ Höttges 43’ (rig.) | Marcatori | 17’ Vogt 54’ Ripp |

| Arbitro: | Riegg |

|                            |           |            |
| Held 17’ Schütz 57’ (aut.) | Marcatori | 23’ Lorenz |

| Arbitro: | Voß |

|  |           |           |
|  | Marcatori | 80’ Ulsaß |

| Arbitro: | Binder |

|                             |           |            |
| Hasebrink 12’ Bjørnmose 78’ | Marcatori | 70’ Littek |

| Arbitro: | Geng |

|           |           |            |
| Budde 68’ | Marcatori | 76’ Schütz |

| Arbitro: | Köhler |

|               |           |             |
| Bjørnmose 74’ | Marcatori | 21’ Fischer |

| Aquisgrana 12 dicembre 1969, ore 20:00 CET 16ª giornata | Alemannia Aquisgrana | 0 – 0 referto | Werder Brema | Stadio Tivoli (10 000 spett.)\| Arbitro: \| Wengenmayer \| |
| Arbitro:                                                | Wengenmayer          |               |              |                                                            |

| Arbitro: | Hennig |

|            |           |  |
| Schütz 32’ | Marcatori |  |

#### Girone di ritorno
| Arbitro: | Hennig |

|               |           |          |
| Bjørnmose 69’ | Marcatori | 85’ Zech |

| Arbitro: | Biwersi |

|                           |           |  |
| Löhr 16’, 51’ Overath 18’ | Marcatori |  |

| Arbitro: | Siebert |

|                   |           |  |
| Schütz 26’ (rig.) | Marcatori |  |

| Arbitro: | Eschweiler |

|                         |           |                               |
| Hellfritz 49’ Hönig 89’ | Marcatori | 81’ (rig.) Schütz 88’ Höttges |

| Arbitro: | Schulz |

|             |           |              |
| Piontek 86’ | Marcatori | 14’ Dausmann |

| Gelsenkirchen 25 marzo 1970, ore 20:00 CET 23ª giornata | Schalke 04 | 0 – 0 referto | Werder Brema | Glückauf-Kampfbahn (7 000 spett.)\| Arbitro: \| Heumann \| |
| Arbitro:                                                | Heumann    |               |              |                                                            |

| Arbitro: | Bonacker |

|           |           |  |
| Görts 68’ | Marcatori |  |

| Arbitro: | Tschenscher |

|           |           |  |
| Fevre 88’ | Marcatori |  |

| Arbitro: | Ott |

|                                        |           |                              |
| Lorenz 28’ Hasebrink 72’ Bjørnmose 76’ | Marcatori | 18’ Heese 81’ (aut.) Zembski |

| Arbitro: | Frickel |

|               |           |  |
| Friedrich 79’ | Marcatori |  |

| Arbitro: | Aldinger |

|            |           |                             |
| Lorenz 33’ | Marcatori | 41’ Trimhold 62’, 80’ Weist |

| Arbitro: | Hillebrand |

|           |           |                         |
| Grzyb 77’ | Marcatori | 24’ Bjørnmose 28’ Görts |

| Arbitro: | Tschenscher |

|                                |           |                      |
| Beer 2’ Lippens 62’ Littek 89’ | Marcatori | 23’ Görts 59’ Lorenz |

| Brema 11 aprile 1970, ore 15:30 CET 31ª giornata | Werder Brema | 0 – 0 referto | Duisburg | Weserstadion (12 000 spett.)\| Arbitro: \| Heckeroth \| |
| Arbitro:                                         | Heckeroth    |               |          |                                                         |

| Arbitro: | Ott |

|  |           |             |
|  | Marcatori | 11’ Piontek |

| Arbitro: | Mühling |

|                                |           |              |
| Görts 7’, 44’, 53’ Höttges 67’ | Marcatori | 56’ Tenbruck |

| Arbitro: | Heumann |

|                                         |           |               |
| Horr 23’, 61’ Brungs 55’ Bredenfeld 60’ | Marcatori | 18’ Hasebrink |

### Coppa di Germania
| Arbitro: | Kammann |

|  |           |                    |
|  | Marcatori | 32’, 87’ Hasebrink |

| Arbitro: | Siebert |

|            |           |            |
| Schauß 58’ | Marcatori | 11’ Thelen |

| Arbitro: | Betz |

|             |           |                      |
| Assauer 81’ | Marcatori | 65’ (aut.) Steinmann |

## Statistiche

### Statistiche di squadra
| Competizione      | Punti | In casa | In casa | In casa | In casa | In casa | In casa | In trasferta | In trasferta | In trasferta | In trasferta | In trasferta | In trasferta | Totale | Totale | Totale | Totale | Totale | Totale | DR |
| Competizione      | Punti | G       | V       | N       | P       | Gf      | Gs      | G            | V            | N            | P            | Gf           | Gs           | G      | V      | N      | P      | Gf     | Gs     | DR |
| ----------------- | ----- | ------- | ------- | ------- | ------- | ------- | ------- | ------------ | ------------ | ------------ | ------------ | ------------ | ------------ | ------ | ------ | ------ | ------ | ------ | ------ | -- |
| Bundesliga        | 31    | 17      | 8       | 6       | 3       | 22      | 16      | 17           | 2            | 5            | 10           | 16           | 31           | 34     | 10     | 11     | 13     | 38     | 47     | -9 |
| Coppa di Germania | -     | 1       | 0       | 1       | 0       | 1       | 1       | 2            | 1            | 1            | 0            | 3            | 1            | 3      | 1      | 2      | 0      | 4      | 2      | +2 |
| Totale            | 31    | 18      | 8       | 7       | 3       | 23      | 17      | 19           | 3            | 6            | 10           | 19           | 32           | 37     | 11     | 13     | 13     | 42     | 49     | -7 |

### Andamento in campionato
| Giornata  | 1 | 2 | 3  | 4  | 5  | 6  | 7  | 8  | 9  | 10 | 11 | 12 | 13 | 14 | 15 | 16 | 17 | 18 | 19 | 20 | 21 | 22 | 23 | 24 | 25 | 26 | 27 | 28 | 29 | 30 | 31 | 32 | 33 | 34 |
| --------- | - | - | -- | -- | -- | -- | -- | -- | -- | -- | -- | -- | -- | -- | -- | -- | -- | -- | -- | -- | -- | -- | -- | -- | -- | -- | -- | -- | -- | -- | -- | -- | -- | -- |
| Luogo     | T | C | T  | C  | T  | C  | T  | C  | T  | C  | T  | C  | C  | T  | C  | T  | C  | C  | T  | C  | T  | C  | T  | C  | T  | C  | T  | C  | T  | T  | C  | T  | C  | T  |
| Risultato | N | V | P  | N  | P  | P  | P  | N  | P  | V  | P  | P  | V  | N  | N  | N  | V  | N  | P  | V  | N  | N  | N  | V  | P  | V  | P  | P  | V  | P  | N  | V  | V  | P  |
| Posizione | 8 | 4 | 10 | 11 | 11 | 15 | 16 | 16 | 16 | 15 | 15 | 17 | 16 | 16 | 16 | 16 | 15 | 13 | 15 | 13 | 13 | 13 | 13 | 10 | 11 | 11 | 12 | 13 | 13 | 13 | 13 | 12 | 11 | 11 |

Legenda:

Luogo: C = Casa; T = Trasferta. Risultato: V = Vittoria; N = Pareggio; P = Sconfitta.

### Statistiche dei giocatori
| Giocatore      | Bundesliga | Bundesliga | Bundesliga  | Bundesliga | Coppa di Germania | Coppa di Germania | Coppa di Germania | Coppa di Germania | Totale   | Totale | Totale      | Totale     |
| Giocatore      | Presenze   | Reti       | Ammonizioni | Espulsioni | Presenze          | Reti              | Ammonizioni       | Espulsioni        | Presenze | Reti   | Ammonizioni | Espulsioni |
| -------------- | ---------- | ---------- | ----------- | ---------- | ----------------- | ----------------- | ----------------- | ----------------- | -------- | ------ | ----------- | ---------- |
| R. Assauer     | 0          | 0          | 0           | 0          | 2                 | 1                 | 0                 | 0                 | 2        | 1      | 0           | 0          |
| G. Bernard     | 31         | 0          | 0           | 0          | 3                 | 0                 | 0                 | 0                 | 34       | 0      | 0           | 0          |
| O. Bjørnmose   | 34         | 5          | 0           | 0          | 3                 | 0                 | 0                 | 0                 | 37       | 5      | 0           | 0          |
| E. Coordes     | 20         | 0          | 0           | 0          | 3                 | 0                 | 0                 | 0                 | 23       | 0      | 0           | 0          |
| J. Danielsen   | 27         | 1          | 0           | 0          | 1                 | 0                 | 0                 | 0                 | 28       | 1      | 0           | 0          |
| E. Deterding   | 7          | 0          | 0           | 0          | 0                 | 0                 | 0                 | 0                 | 7        | 0      | 0           | 0          |
| W. Görts       | 32         | 9          | 0           | 0          | 3                 | 0                 | 0                 | 0                 | 35       | 9      | 0           | 0          |
| W. Götz        | 0          | 0          | 0           | 0          | 1                 | 0                 | 0                 | 0                 | 1        | 0      | 0           | 0          |
| H. Hasebrink   | 31         | 3          | 0           | 0          | 1                 | 2                 | 0                 | 0                 | 32       | 5      | 0           | 0          |
| N. Hoyer       | 1          | 0          | 0           | 0          | 0                 | 0                 | 0                 | 0                 | 1        | 0      | 0           | 0          |
| H. Höttges     | 31         | 3          | 0           | 0          | 3                 | 0                 | 0                 | 0                 | 34       | 3      | 0           | 0          |
| K. Kamp        | 0          | 0          | 0           | 0          | 2                 | 0                 | 0                 | 0                 | 2        | 0      | 0           | 0          |
| J. Kiefert     | 1          | 0          | 0           | 0          | 0                 | 0                 | 0                 | 0                 | 1        | 0      | 0           | 0          |
| B. Kugler      | 0          | 0          | 0           | 0          | 0                 | 0                 | 0                 | 0                 | 0        | 0      | 0           | 0          |
| B. Lorenz      | 25         | 5          | 0           | 0          | 2                 | 0                 | 0                 | 0                 | 27       | 5      | 0           | 0          |
| H. Meyer       | 13         | 0          | 0           | 0          | 2                 | 0                 | 0                 | 0                 | 15       | 0      | 0           | 0          |
| K. Müller      | 0          | 0          | 0           | 0          | 0                 | 0                 | 0                 | 0                 | 0        | 0      | 0           | 0          |
| S. Piontek     | 23         | 2          | 0           | 0          | 0                 | 0                 | 0                 | 0                 | 23       | 2      | 0           | 0          |
| W. Plaggemeyer | 2          | 0          | 0           | 0          | 0                 | 0                 | 0                 | 0                 | 2        | 0      | 0           | 0          |
| H. Schimeczek  | 1          | 0          | 0           | 0          | 0                 | 0                 | 0                 | 0                 | 1        | 0      | 0           | 0          |
| B. Schmidt     | 23         | 1          | 0           | 0          | 2                 | 0                 | 0                 | 0                 | 25       | 1      | 0           | 0          |
| V. Schöttner   | 0          | 0          | 0           | 0          | 0                 | 0                 | 0                 | 0                 | 0        | 0      | 0           | 0          |
| A. Schütz      | 30         | 5          | 0           | 0          | 3                 | 0                 | 0                 | 0                 | 33       | 5      | 0           | 0          |
| F. Stefens     | 3          | 0          | 0           | 0          | 0                 | 0                 | 0                 | 0                 | 3        | 0      | 0           | 0          |
| H. Steinmann   | 30         | 0          | 0           | 0          | 2                 | 0                 | 0                 | 0                 | 32       | 0      | 0           | 0          |
| W. Thelen      | 0          | 0          | 0           | 0          | 2                 | 1                 | 0                 | 0                 | 2        | 1      | 0           | 0          |
| B. Windhausen  | 17         | 4          | 0           | 0          | 0                 | 0                 | 0                 | 0                 | 17       | 4      | 0           | 0          |
| D. Zembski     | 19         | 0          | 0           | 1          | 3                 | 0                 | 0                 | 0                 | 22       | 0      | 0           | 1          |